# Inganni (metropolitana di Milano)
Inganni è una stazione della linea M1 della metropolitana di Milano.

## Storia
La stazione venne inaugurata il 18 aprile 1975 come capolinea del prolungamento da Gambara.
Funse da capolinea sud-occidentale della linea 1 fino al 21 marzo 1992, quando la medesima linea fu estesa fino a Bisceglie.

## Strutture e impianti
La stazione è situata presso via Angelo Inganni, all'interno del territorio comunale di Milano. Si tratta di una stazione sotterranea.

## Servizi
La stazione dispone di:
- Accessibilità per portatori di handicap
- Scale mobili
- Emettitrice automatica biglietti
- Stazione video sorvegliata

## Interscambi
Nelle vicinanze della stazione effettuano fermata alcune linee urbane automobilistiche, gestite da ATM.
- Fermata autobus